# Dodecastigma
Dodecastigma es un género perteneciente a la familia de las euforbiáceas con tres especies de plantas.

## Taxonomía
El género fue descrito por Adolpho Ducke y publicado en Notizblatt des Botanischen Gartens und Museums zu Berlin-Dahlem 11: 343. 1932. La especie tipo es: Dodecastigma amazonicum

## Especies
| - Dodecastigma amazonicum - Dodecastigma integrifolium - Dodecastigma uleanum (Pax & K.Hoffm.) G.L.Webster |